# 聖岳
聖岳（ひじりだけ）は、赤石山脈（南アルプス）南部の静岡市葵区と長野県飯田市の境界に位置する標高3,013 mの山である。日本百名山に選定されている。

## 概要
南アルプス国立公園内にあり、主峰は標高3,013 mの聖岳（前聖岳と表記される場合がある）で、その東側約500 m の地点に奥聖岳、南側約800mの地点に小聖岳を従えている。全国で21座ある3,000 m峰の中では最も標高が低い。南アルプス中で最南端の3,000 m峰である（日本最南端の3,000 m峰は富士山）。山頂周辺とその南側の標高2,300 m ほどに位置する聖平に、大規模な高山植物の群生地がある。山名は、南東を流れる聖沢が肘（ひじ）を曲げたような形で、その「ひじ折る」や「へずり」が転化したのとされている。別名が「日知ヶ岳」（ひじりがたけ）。南面にはカール地形がある。南西斜面には大規模な崩落地があり、赤色チャート（ラジオラリア盤岩）の露出地がある。

## 環境
梅雨時期に降水量が多い。山頂部は5月下旬まで積雪することがある。6月初旬頃まで山頂部の登山道に残雪がある。11月に入ると、山頂部は本格的な冬山となる。
東側の斜面は特種東海製紙の井川社有林で、針葉樹林の植林地となっている。山頂周辺は森林限界のハイマツ帯の花崗岩の岩山で、高山植物が自生し、ライチョウ（雷鳥）の生息地となっている。山腹は、針葉樹林に覆われていて、ニホンカモシカ、ニホンジカなどが生息している。聖平周辺では地球温暖化などの影響によりニホンジカによる高山植物の食害が問題となっていて、毒性のあるバイケイソウ以外のライチョウが餌とする高山植物が食い尽されている山域がある。環境省はその対策調査のために、シカの防護柵を設置するなどの「グリーンワーカー事業」を行っている。周辺の南アルプス南部で高山植物の保護対策を実施するため、2002年（平成14年度）に「南アルプス高山植物保護ボランティアネットワーク」が発足された。周辺に民家はない。長野県側の西沢渡に営林署があったが、使用されなくなり荒廃している。山麓の飯田市の下栗の里付近からその山容を望むことができる。

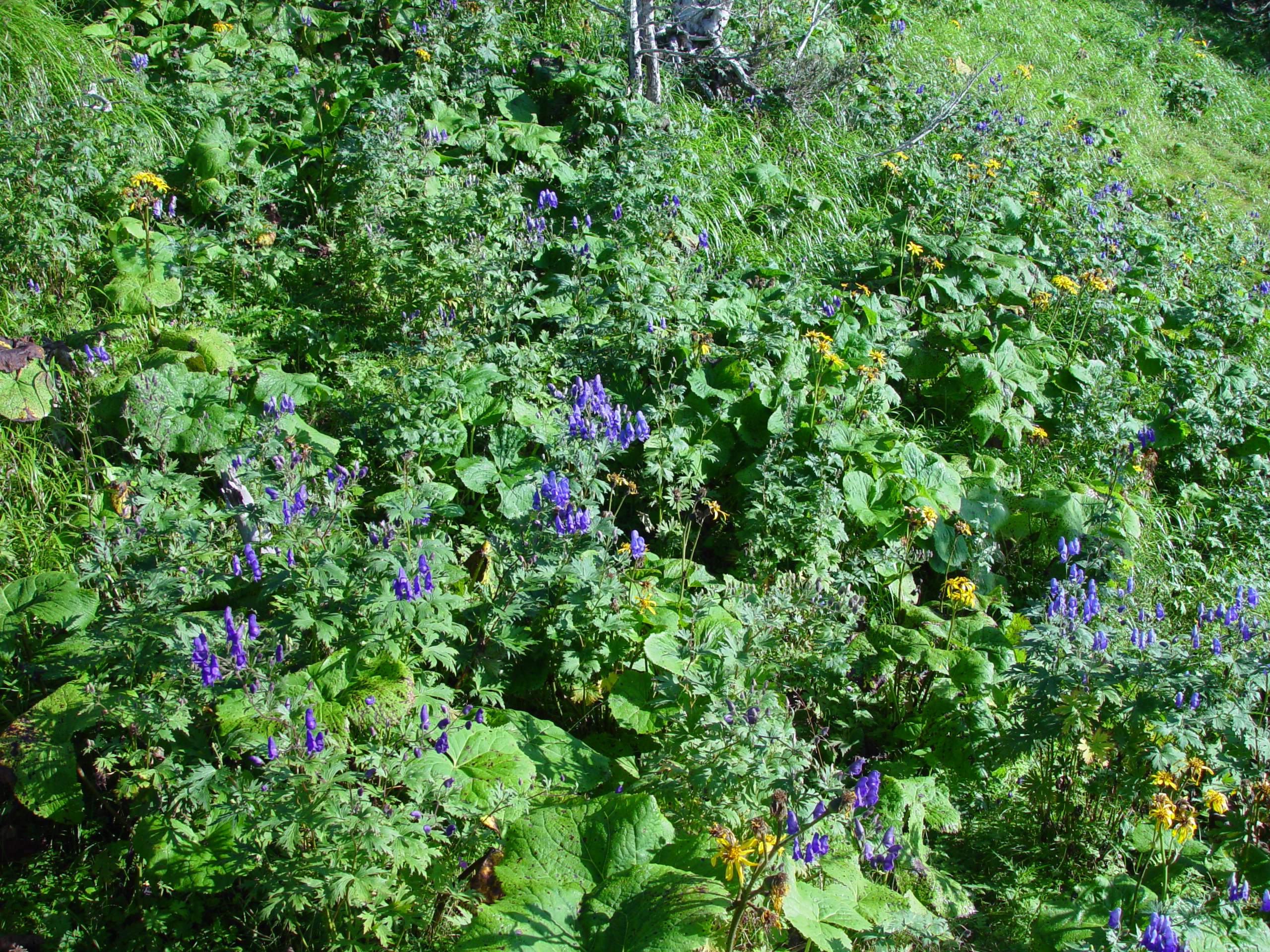
聖平周辺は高山植物の群生地（ホソバトリカブトとマルバダケブキ）
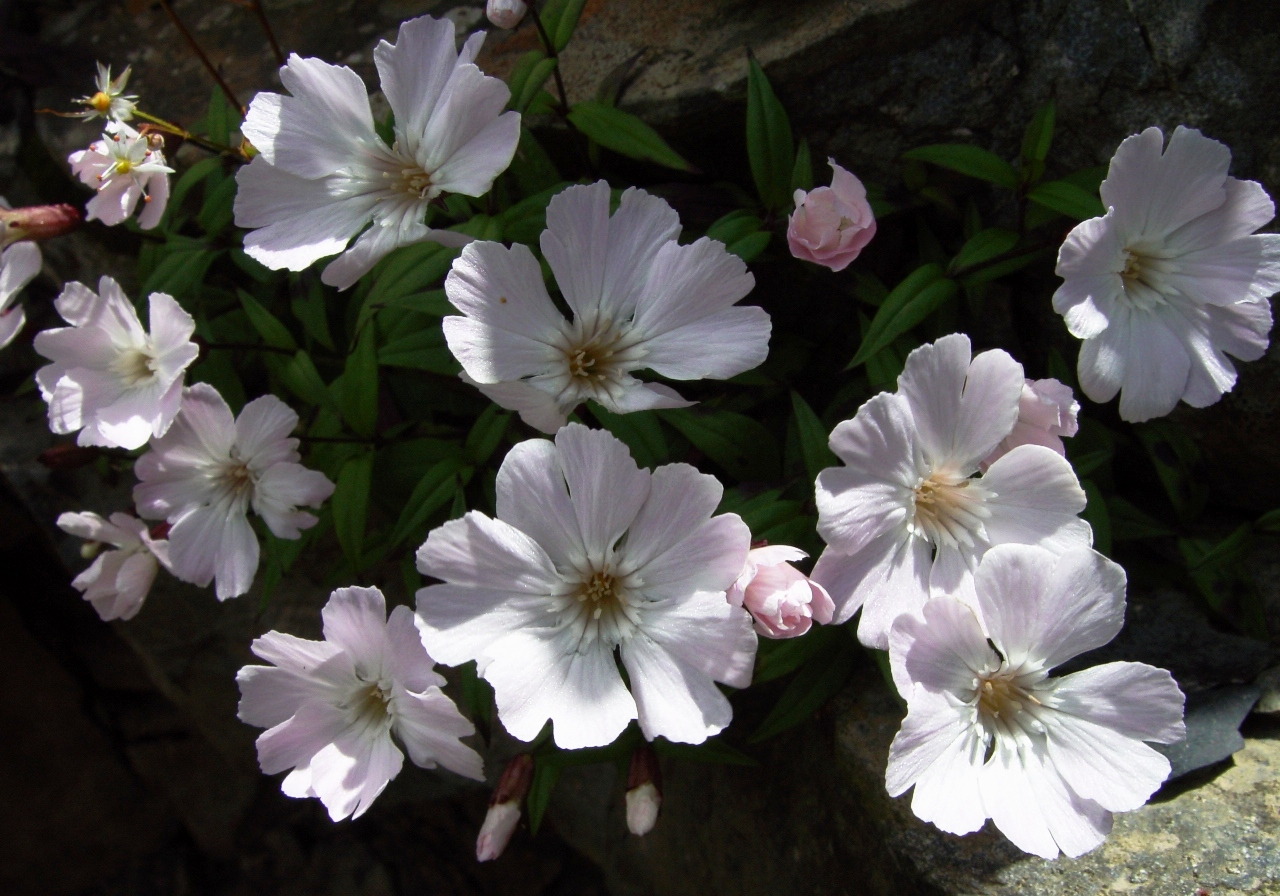
小聖岳周辺に自生する シロバナタカネビランジ
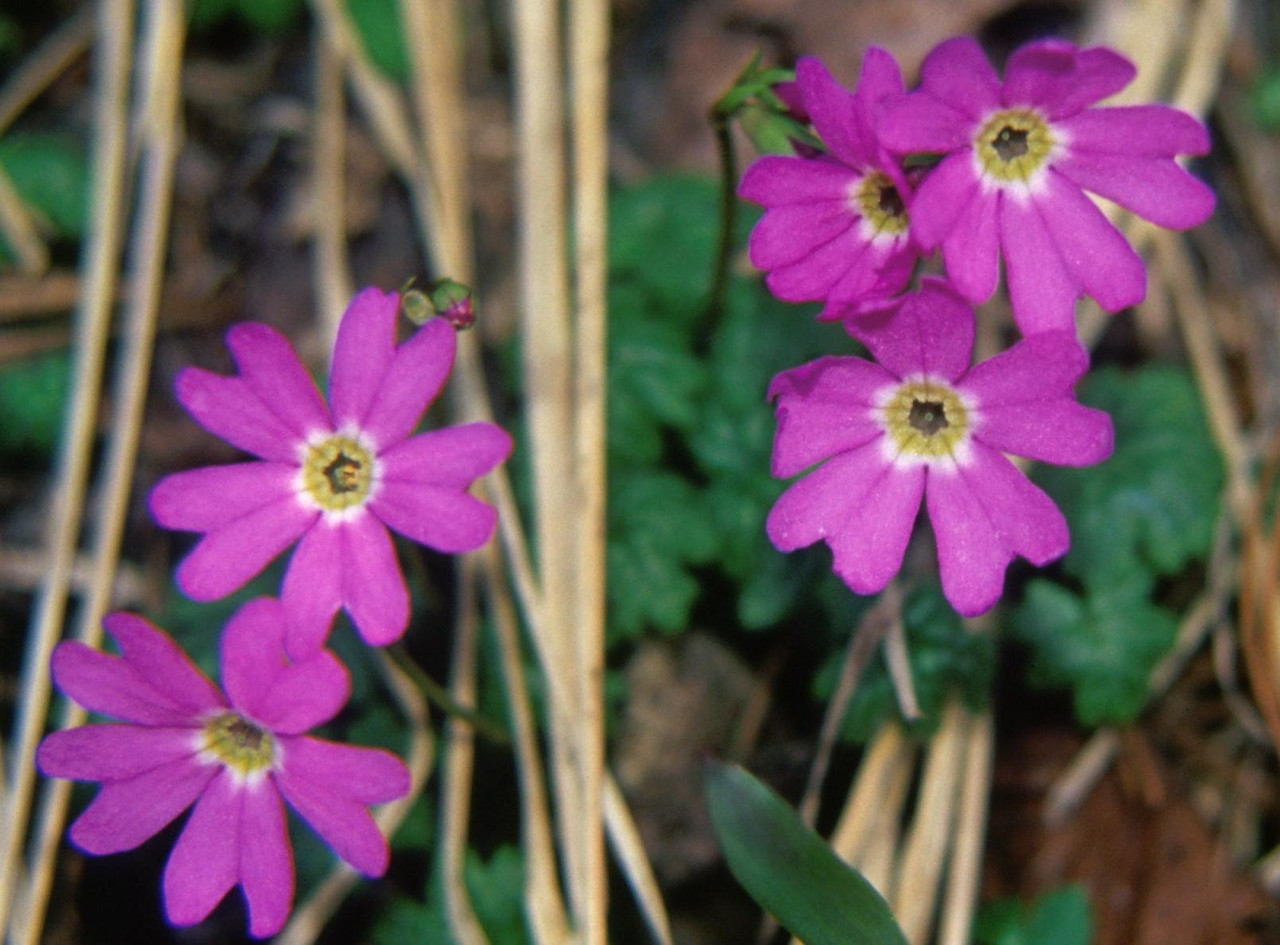
聖平自生するサクラソウ属の クモイコザクラ

## 歴史
- 1905年（明治38年）7月 - 陸地測量部の測量官が三角点選標したのが初登頂とされている[12]。
- 1912年（明治45年）7月 - 日本山岳会の中村清太郎らが南アルプス南部を縦走した際に登頂した記録が残されている[13]。
- 1919年（大正8年） - 冠松次郎が聖岳南西にある遠山川西沢を初遡行した。
- 1925年（大正14年）- 長野県の上村の遠山尚岳会が神祠を上河内岳に安置するために、易老岳から赤石岳に縦走する際に登頂したことが記録されている[12]。
- 1928年（昭和3年） - 慶応大学山岳部の国分貫一らが積雪期に登頂を行った[6]。
- 1944年（昭和19年） - 遠山川沿いの森林軌道が開通に伴い、この山への登頂する人が出てきた[12]。
- 1957年（昭和32年） - 静岡国民体育大会の登山競技が赤石山脈で開催されてから、一般の登山者が入山し始めた[6]。
- 1964年（昭和39年）6月1日 - この山域が南アルプス国立公園の特別保護地区に指定された[3]。
- 1991年（平成3年） - 聖平の旧小屋の隣に新しい聖平小屋が新築された[14]。

## 登山

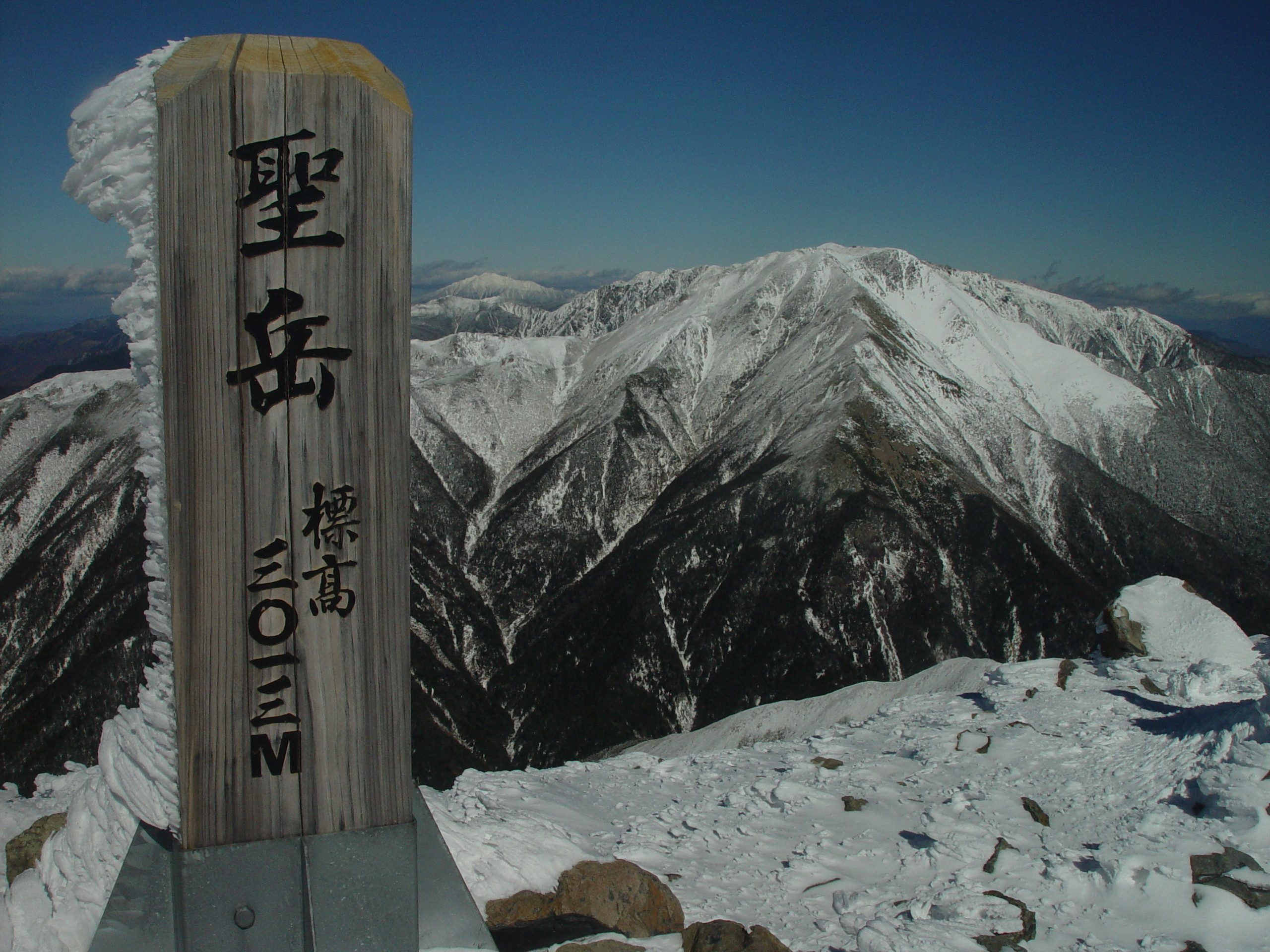
聖岳頂上から望む赤石岳などの北側の展望

日本百名山に選定されていることもあり、奥深いこの山を訪れる登山者がある。複数の登山道がある。早朝に標高差2,000m以上の登山口を出発して日帰りで山頂を往復する例もあるが、山小屋やキャンプ指定地を利用して何日かかけて登頂される。山頂西面は巨大なバットレス状の崩壊壁となっており、そのうちで岩盤が比較的安定しているE稜とF稜が岩稜登攀の対象となる。山頂から奥聖岳までの登山道がある。聖岳東尾根はバリエーションルートとして、冬期などに利用される場合がある。山頂からは、周辺の南アルプス、西に中央アルプスと中央アルプス越しに御嶽山、北西に北アルプス、東の白峰南嶺越しの富士山など360度の眺望がある。

### 登山道

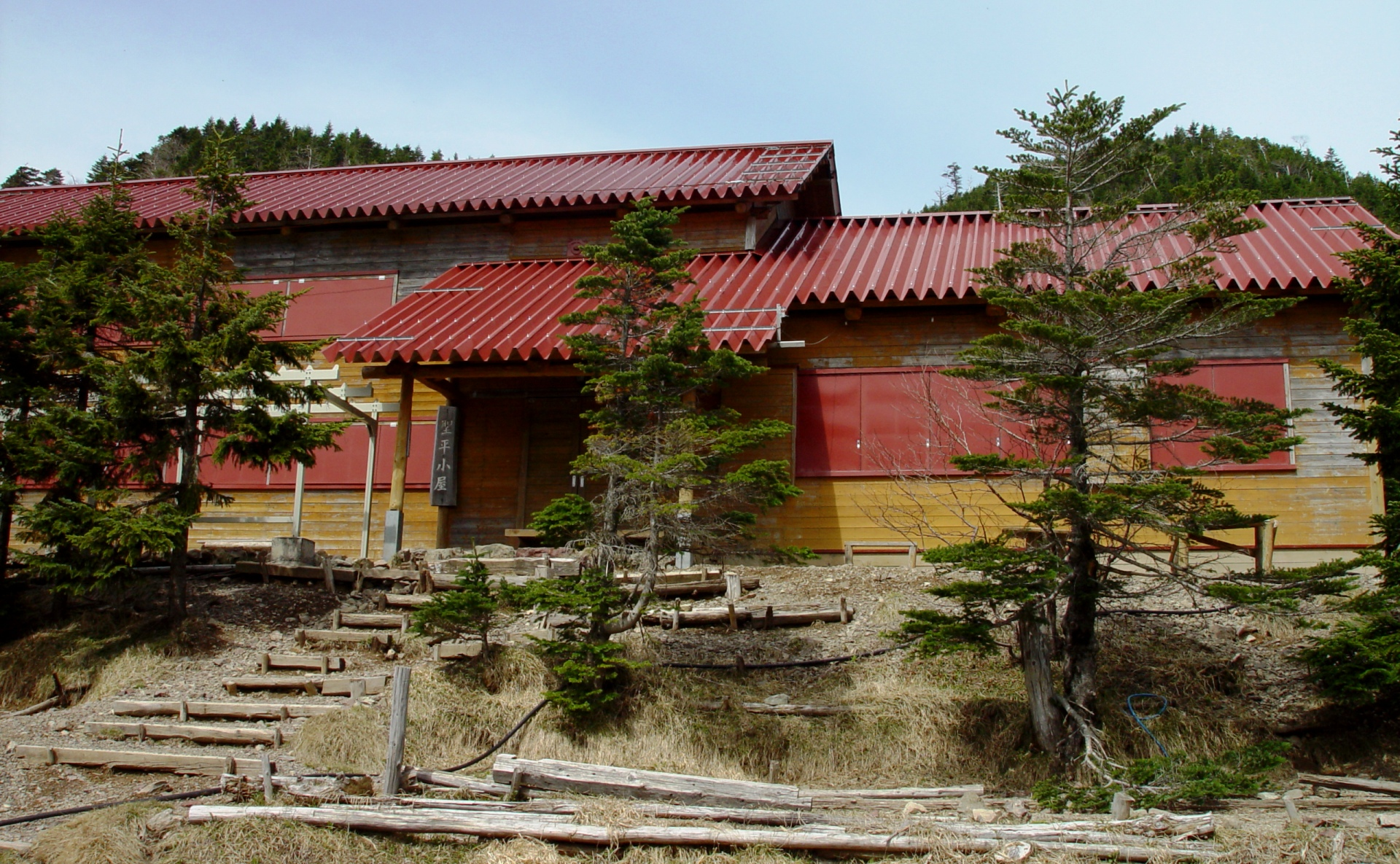
営業期間前の聖平小屋

- 南アルプス縦走路

赤石岳 - 大沢岳 - 中盛丸山 - 小兎岳 - 兎岳 - 聖岳 - 小聖岳 - 聖平 - 南岳 - 上河内岳
南アルプスの主稜線の縦走路が山頂を通過している。
- 便ヶ島からのルート（長野県側）

便ヶ島（聖光小屋） - 西沢渡 - 薊畑 - 聖平 - 小聖岳 - 聖岳 （ - 奥聖岳）
西側（長野県側）の便ヶ島（たよりがしま）からの登山道がある。その一部が遠山森林鉄道の跡地を通っている。便ヶ島から先の西沢渡（にしさわど）には渡渉点があり、滑車を利用した荷物運搬用の籠渡しが設置されている。
- 聖沢からのルート（静岡県側）

東俣林道（聖沢登山口）- 聖沢吊橋 - 聖平（聖平小屋） - 小聖岳 - 聖岳 （ - 奥聖岳）
聖沢の登山道が、東側（静岡県側）の大井川の赤石ダムと聖平を結んでいる。

### 周辺の山小屋
登山口や稜線上には、山小屋とキャンプ指定地がある。登山シーズン中の一部の期間に有人の営業を行っている。最寄りの山小屋は聖平小屋で、キャンプ指定地が併設されている。南アルプス国立公園内であり、キャンプ指定地を除き、全山幕営禁止となっている。各山への登山基地となる椹島（さわらじま）には、東海フォレストが管理・運営を行っている椹島ロッヂがあり、2007年に南アルプス白簱史朗写真館が併設され。東海フォレストの山小屋の宿泊者のみ、畑薙第一ダムからこの山小屋までのリムジンバスを利用することができる。
| 名称         | 所在地                   | 標高 〔m〕 | 聖岳から の方角 | 聖岳からの 距離 〔km〕 | 収容 人数 | キャンプ 指定地 | 備考                 |
| ------------ | ------------------------ | ---------- | --------------- | ---------------------- | --------- | --------------- | -------------------- |
| 椹島ロッヂ   | 大井川右岸椹島           | 1,123      | 東              | 6.2                    | 150       | テント50張      | 東海フォレスト       |
| 百間洞山の家 | 赤石岳と大沢岳との鞍部南 | 2,430      | 北              | 3.3                    | 60        | テント20張      | 静岡市営             |
| 兎岳避難小屋 | 兎岳山頂直下の東         | 2,740      | 西              | 1.7                    | 8         |                 | 2009年に改修、飯田市 |
| 聖平小屋     | 聖沢源流部・聖平         | 2,260      | 南              | 1.7                    | 120       | テント50張      | 静岡県営             |
| 茶臼小屋     | 茶臼岳北東下             | 2,400      | 南              | 5.6                    | 60        | テント45張      | 静岡県営             |
| 聖光小屋     | 便ヶ島                   | 970        | 南西            | 6.0                    | 24        | テント40張      | 長野県側の聖岳登山口 |

### 水場
- 聖岳小屋の脇にある沢の水が利用できる。涸れている場合は、さらに下流で入手できる場合が多い。
- 小聖岳の下部の稜線鞍部の信州側（西側）に、細い岩清水がでていることがある。カップなどの水を汲むための道具が必要となる。
- 西沢渡の渡渉点で、西沢の水が利用できる。
- 椹島ロッジの給水施設が利用できる。

## 地理

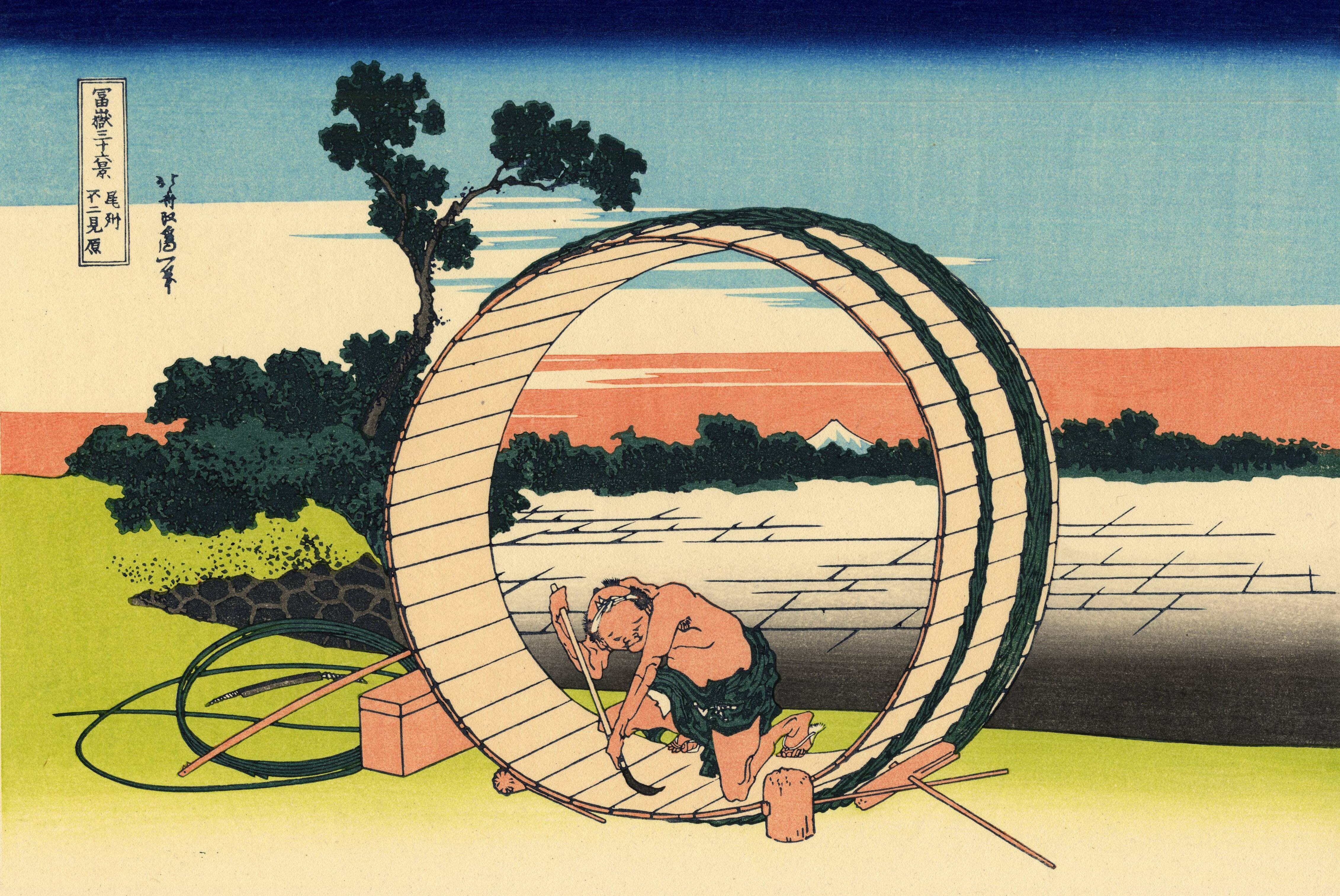
葛飾北斎「富嶽三十六景」尾州不二見原、名古屋富士見ヶ原から望む聖岳。富士山に見立てられた。

赤石山脈（南アルプス）の南部の主稜線上にある。東側に聖岳東尾根が延びる。

### 周辺の山

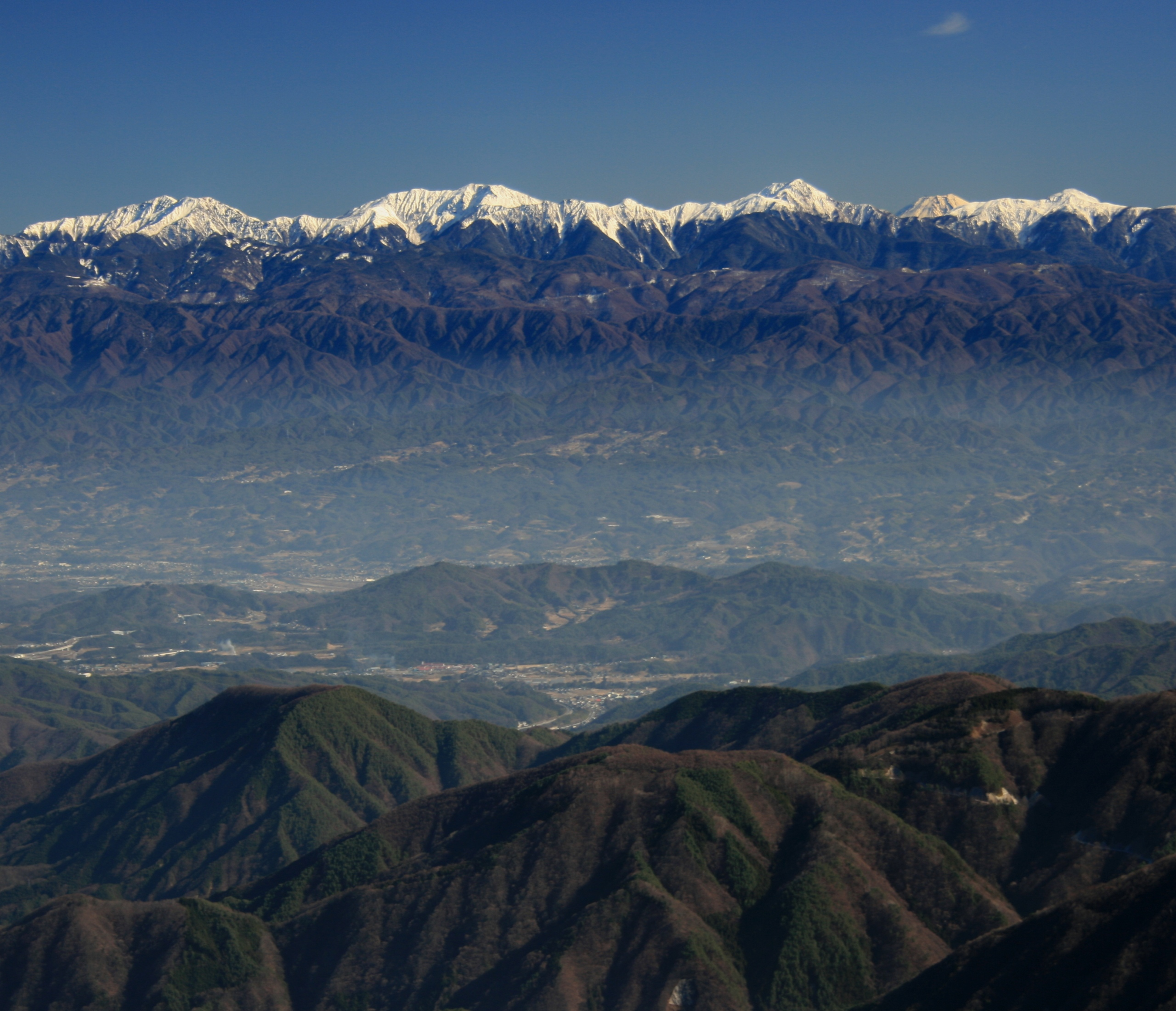
恵那山から望む赤石山脈南部の聖岳周辺の山
荒川岳 - 赤石岳 - 聖岳 - (背後に富士山) - 上河内岳

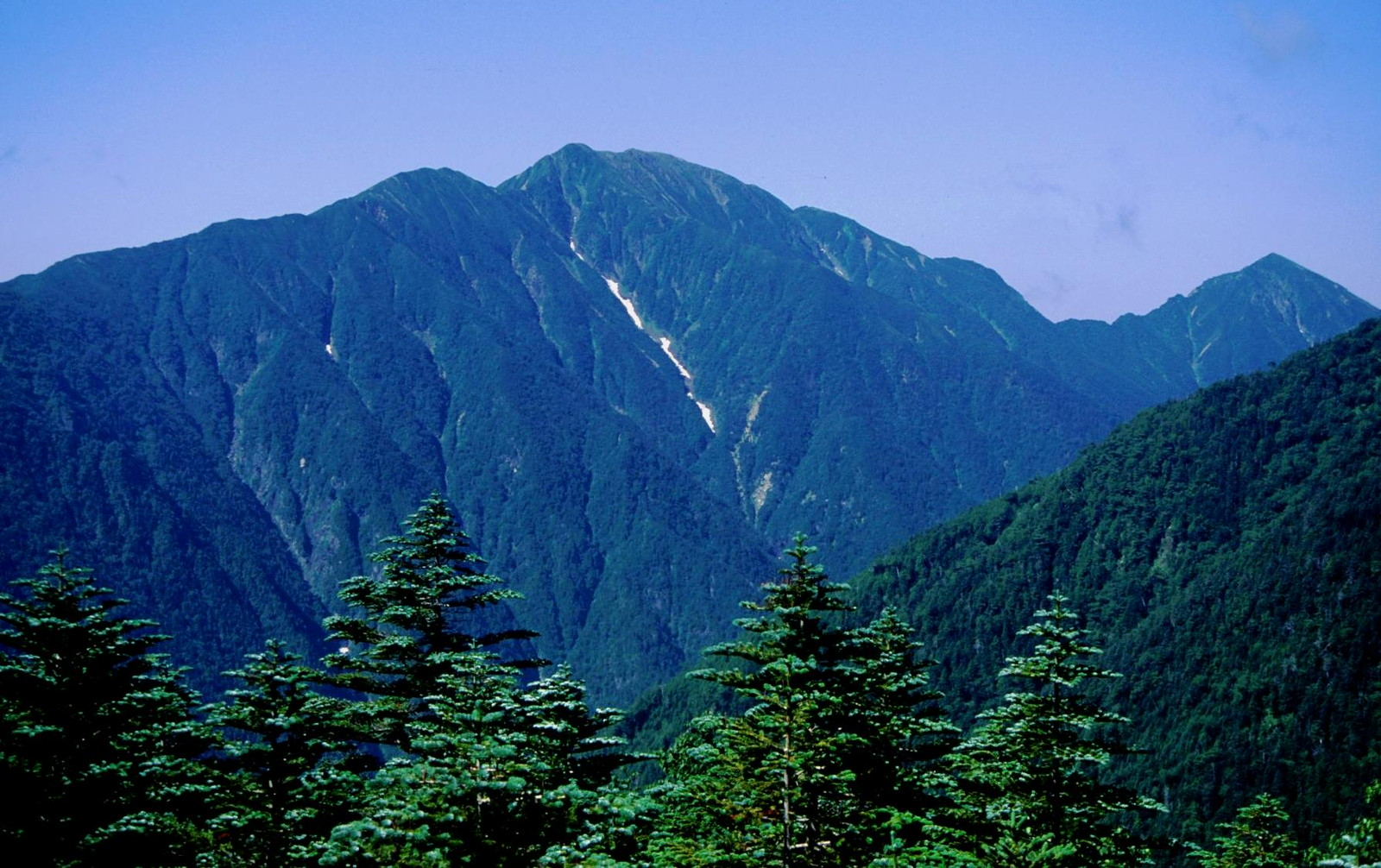
赤石岳登山道の東尾根（大倉尾根）から望む聖岳と兎岳。聖岳北面の赤石沢の支流の獅子骨沢のⅤ字谷には、夏でも雪渓が残る。

| 山容 | 山名     | 標高 (m) | 三角点等級 基準点名             | 聖岳から の方角 | 聖岳からの 距離(km) | 備考                  |
| ---- | -------- | -------- | ------------------------------- | --------------- | ------------------- | --------------------- |
|      | 赤石岳   | 3,121    | 一等 「赤石岳」 （3120.53 m）   | 北              | 4.6                 | 日本百名山            |
|      | 兎岳     | 2,818    | （三等）「兎岳」 （2799.80 m）  | 西              | 1.8                 | 兎岳避難小屋          |
|      | 奥聖岳   | 2,982    | （三等）「聖岳」 （2978.74 m）  | 東              | 0.6                 | 聖岳東尾根            |
|      | 聖岳     | 3,013    |                                 |                 | 0.0                 | 前聖岳 日本百名山     |
|      | 小聖岳   | 2,662    |                                 | 南              | 0.8                 |                       |
|      | 上河内岳 | 2,803    | 二等 「上河内岳」 （2803.36 m） | 南              | 3.8                 | 日本二百名山          |
|      | 光岳     | 2,592    | 三等 「光岳」 （2591.52 m）     | 南西            | 10.6                | 日本百名山            |
|      | 笊ヶ岳   | 2,629    | 二等 「笊ケ岳」 （2,629.39 m）  | 東              | 10.9                | 白峰南嶺 日本二百名山 |

### 源流の河川
以下の源流となる河川は太平洋へ流れる。山頂から東5.5 kmの聖沢には赤石ダムがあり、東3.3 kmには聖沢大滝がある。
- 赤石沢、聖沢　（大井川の支流）
- 遠山川　（天竜川の支流）

### 交通・アクセス
長野県側（便ヶ島）
- 公共交通機関利用の場合、聖岳登山口の便ヶ島近くには、公共交通機関がない。JR飯田線の飯田駅か平岡駅で下車して、タクシーを利用するか、そこから路線バスに乗り換えた後に、タクシーを利用することとなる。
- マイカー利用の場合、三遠南信自動車道の喬木インターチェンジが、最寄りのインターである。国道474号の矢筈トンネルが利用できる。聖光小屋と光岳登山口の易老渡（いろうど）に、登山者専用の駐車場がある。

静岡県側（畑薙第一ダム）
- 公共交通機関利用の場合、静岡駅から、畑薙第一ダム行きのバスが利用できる。
- マイカー利用の場合、新東名高速道路新静岡インターチェンジが、最寄りのインターである。畑薙第一ダムの先にゲートがあり、その先の東俣林道には、一般車両は乗り入れることができない。指定された駐車場を利用することになる。また畑薙第一ダムまでの県道は、土砂崩れ等で通行止めとなる場合がある。

## 聖岳の風景と展望
|                             |                           |                       |                                 |
| 聖岳から望む 笊ヶ岳と富士山 | 聖平から望む 冠雪後の聖岳 | 南岳方面から望む 聖岳 | 下栗の里方面から望む 兎岳と聖岳 |

## テレビ番組
- 『日本百名山　聖岳』　NHK衛星第2テレビジョン、1994年12月12日放送[25]
- 『深山誘う　南アルプス・聖岳』　小さな旅 - NHK総合テレビジョン、2005年9月18日放送[26]
- 『美しき日本の山々「開聞岳、聖岳、鳥海山」』    NHK総合テレビジョン、2018年1月21日放送

## 関連書籍
- 白簱史朗・大森弘一郎『北岳・甲斐駒・赤石―10コース』山と溪谷社〈空撮登山ガイド 6 南アルプス編〉、1981年1月。ISBN 4635020061。
- 『南ア・中ア・八ガ岳』山と溪谷社〈諸国名山案内〉、1994年8月。ISBN 4635021459。
- 『アルペンガイド10 南アルプス』山と溪谷社〈ヤマケイ・アルペンガイド〉、2010年6月。ISBN 9784635013581。